# Геньо Житомирський
Ге́ньо Житоми́рський (пол. Henio Żytomirski, івр. הניו ז'יטומירסקי; 25 березня 1933 — 9 листопада 1942) — польський єврей із Любліна; хлопчик, у віці дев'яти років страчений у газовій камері концтабору Майданек. Став одним із символів Голокосту в Польщі.

## Родина Житомирських
Історія родини Житомирських відома лише фрагментарно. Дідусь Геня Житомирського, Фроїм Житомирський, родом із Меджибожа на Поділлі. Його дружина Хая (Меламед) — із Риги (Латвія). Десь під кінець ХІХ століття вони познайомилися та одружилися у Варшаві, де Фроїм виконував релігійні функції у місцевому кагалі. Після Першої світової війни, у 1920-х роках, подружжя разом із дітьми переїхало жити до Любліна; родина Хаї залишилась у Варшаві, а сестра Фроїма Лєна емігрувала до США. В Любліні Фроїм Житомирський був власником магазину канцтоварів.
Його син Шмуель (інший варіант імені — Самуель) одружився із уродженкою Любомля Сарою (Оксман) та здобув педагогічну освіту. Спершу вчителював у єврейській гімназії у Варшаві, далі — в початковій школі Бихави (був її засновником, і, ймовірно, директором). Шмуель був прихильником нової педагогічної течії в єврейській освіті — тарбуту (секуляризовані школи за зразком тодішніх польських шкіл, однак із акцентом на вивчення івриту). Імовірно, що паралельно з роботою в Бихаві він ще вчителював у Любліні. Викладав історію та літературу. Сара керувала магазином. У 1933 році в них народився син Геньо.
Дочка Фроїма Соня одружилася з Юзефом Корнберґом і вони переїхали до Казімежа-Дольного. В 1936 році на світ з'явився їх син Аврагам. Естер та Рахель, дві інші доньки Фроїма, так і не повиходили заміж.
Леон Житомирський у 1937 році емігрував до Палестини. Як і його батько Фроїм та брат Шмуель, Леон був прихильником ідей сіонізму. Є припущення, що вже там, в еміграції, він одружився із Ханою (Гохберґ). Вся родина Житомирських планувала виїхати до Палестини, але більше ніхто не встиг цього зробити — розпочалась окупація Польщі. З усієї родини пережив війну лише Леон Житомирський.
|        |        |        |        |        |        |        |        |               |               |               |               |               |               |  |  |      |      |      |      |         |         |         |         |                |                | Фроїм Житомирський | Фроїм Житомирський | Фроїм Житомирський | Фроїм Житомирський | Фроїм Житомирський | Фроїм Житомирський |       |       |       |       |        |        | Хая (Меламед) | Хая (Меламед) | Хая (Меламед) | Хая (Меламед) | Хая (Меламед) | Хая (Меламед) |              |              |      |      |                |                |                |                |                |                |        |        |        |        |        |        |        |        |  |  |
|        |        |        |        |        |        |        |        |               |               |               |               |               |               |  |  |      |      |      |      |         |         |         |         |                |                | Фроїм Житомирський | Фроїм Житомирський | Фроїм Житомирський | Фроїм Житомирський | Фроїм Житомирський | Фроїм Житомирський |       |       |       |       |        |        | Хая (Меламед) | Хая (Меламед) | Хая (Меламед) | Хая (Меламед) | Хая (Меламед) | Хая (Меламед) |              |              |      |      |                |                |                |                |                |                |        |        |        |        |        |        |        |        |  |  |
|        |        |        |        |        |        |        |        |               |               |               |               |               |               |  |  |      |      |      |      |         |         |         |         |                |                |                    |                    |                    |                    |                    |                    |       |       |       |       |        |        |               |               |               |               |               |               |              |              |      |      |                |                |                |                |                |                |        |        |        |        |        |        |        |        |  |  |
|        |        |        |        |        |        |        |        |               |               |               |               |               |               |  |  |      |      |      |      |         |         |         |         |                |                |                    |                    |                    |                    |                    |                    |       |       |       |       |        |        |               |               |               |               |               |               |              |              |      |      |                |                |                |                |                |                |        |        |        |        |        |        |        |        |  |  |
| Шмуель | Шмуель | Шмуель | Шмуель | Шмуель | Шмуель |        |        | Сара (Оксман) | Сара (Оксман) | Сара (Оксман) | Сара (Оксман) | Сара (Оксман) | Сара (Оксман) |  |  | Соня | Соня | Соня | Соня | Соня    | Соня    |         |         | Йозеф Корнберґ | Йозеф Корнберґ | Йозеф Корнберґ     | Йозеф Корнберґ     | Йозеф Корнберґ     | Йозеф Корнберґ     |                    |                    | Естер | Естер | Естер | Естер | Естер  | Естер  |               |               | Леон          | Леон          | Леон          | Леон          | Леон         | Леон         |      |      | Хана (Гохберґ) | Хана (Гохберґ) | Хана (Гохберґ) | Хана (Гохберґ) | Хана (Гохберґ) | Хана (Гохберґ) |        |        | Рахеля | Рахеля | Рахеля | Рахеля | Рахеля | Рахеля |  |  |
| Шмуель | Шмуель | Шмуель | Шмуель | Шмуель | Шмуель |        |        | Сара (Оксман) | Сара (Оксман) | Сара (Оксман) | Сара (Оксман) | Сара (Оксман) | Сара (Оксман) |  |  | Соня | Соня | Соня | Соня | Соня    | Соня    |         |         | Йозеф Корнберґ | Йозеф Корнберґ | Йозеф Корнберґ     | Йозеф Корнберґ     | Йозеф Корнберґ     | Йозеф Корнберґ     |                    |                    | Естер | Естер | Естер | Естер | Естер  | Естер  |               |               | Леон          | Леон          | Леон          | Леон          | Леон         | Леон         |      |      | Хана (Гохберґ) | Хана (Гохберґ) | Хана (Гохберґ) | Хана (Гохберґ) | Хана (Гохберґ) | Хана (Гохберґ) |        |        | Рахеля | Рахеля | Рахеля | Рахеля | Рахеля | Рахеля |  |  |
|        |        |        |        |        |        |        |        |               |               |               |               |               |               |  |  |      |      |      |      |         |         |         |         |                |                |                    |                    |                    |                    |                    |                    |       |       |       |       |        |        |               |               |               |               |               |               |              |              |      |      |                |                |                |                |                |                |        |        |        |        |        |        |        |        |  |  |
|        |        |        |        |        |        |        |        |               |               |               |               |               |               |  |  |      |      |      |      |         |         |         |         |                |                |                    |                    |                    |                    |                    |                    |       |       |       |       |        |        |               |               |               |               |               |               |              |              |      |      |                |                |                |                |                |                |        |        |        |        |        |        |        |        |  |  |
|        |        |        |        | Генрик | Генрик | Генрик | Генрик | Генрик        | Генрик        |               |               |               |               |  |  |      |      |      |      | Аврагам | Аврагам | Аврагам | Аврагам | Аврагам        | Аврагам        |                    |                    |                    |                    |                    |                    | Нетта | Нетта | Нетта | Нетта | Нетта  | Нетта  |               |               | Нахум Авідар  | Нахум Авідар  | Нахум Авідар  | Нахум Авідар  | Нахум Авідар | Нахум Авідар |      |      | Якоб           | Якоб           | Якоб           | Якоб           | Якоб           | Якоб           |        |        | Ерела  | Ерела  | Ерела  | Ерела  | Ерела  | Ерела  |  |  |
|        |        |        |        | Генрик | Генрик | Генрик | Генрик | Генрик        | Генрик        |               |               |               |               |  |  |      |      |      |      | Аврагам | Аврагам | Аврагам | Аврагам | Аврагам        | Аврагам        |                    |                    |                    |                    |                    |                    | Нетта | Нетта | Нетта | Нетта | Нетта  | Нетта  |               |               | Нахум Авідар  | Нахум Авідар  | Нахум Авідар  | Нахум Авідар  | Нахум Авідар | Нахум Авідар |      |      | Якоб           | Якоб           | Якоб           | Якоб           | Якоб           | Якоб           |        |        | Ерела  | Ерела  | Ерела  | Ерела  | Ерела  | Ерела  |  |  |
|        |        |        |        |        |        |        |        |               |               |               |               |               |               |  |  |      |      |      |      |         |         |         |         |                |                |                    |                    |                    |                    |                    |                    |       |       |       |       |        |        |               |               |               |               |               |               |              |              |      |      |                |                |                |                |                |                |        |        |        |        |        |        |        |        |  |  |
|        |        |        |        |        |        |        |        |               |               |               |               |               |               |  |  |      |      |      |      |         |         |         |         |                |                |                    |                    |                    |                    |                    |                    |       |       |       |       |        |        |               |               |               |               |               |               |              |              |      |      |                |                |                |                |                |                |        |        |        |        |        |        |        |        |  |  |
|        |        |        |        |        |        |        |        |               |               |               |               |               |               |  |  |      |      |      |      |         |         |         |         |                |                |                    |                    | Ювал               | Ювал               | Ювал               | Ювал               | Ювал  | Ювал  |       |       | Шмуель | Шмуель | Шмуель        | Шмуель        | Шмуель        | Шмуель        |               |               | Якоб         | Якоб         | Якоб | Якоб | Якоб           | Якоб           |                |                | Дґаніт         | Дґаніт         | Дґаніт | Дґаніт | Дґаніт | Дґаніт |        |        |        |        |  |  |

Деталі життя Геня Житомирського та всієї родини вдалося відтворити завдяки доньці Леона, Нетті Житомирській-Авідар (пол. Netta Żytomirska-Avidar), художниці з Нетаньї. У 2001 році вона приїхала до Любліна і привезла з собою окремі листи та фотографії, які родина Житомирських відправляла до Леона в Палестину. В Любліні вона зустрілася з працівниками місцевого осередку Брама Ґродська — Театр NN, які займаються, серед іншого, збереженням пам'яті про єврейське минуле міста. Після бесіди з ними Нетта вирішила вислати до Любліна й інші папери з сімейного архіву.

## Життя Геня

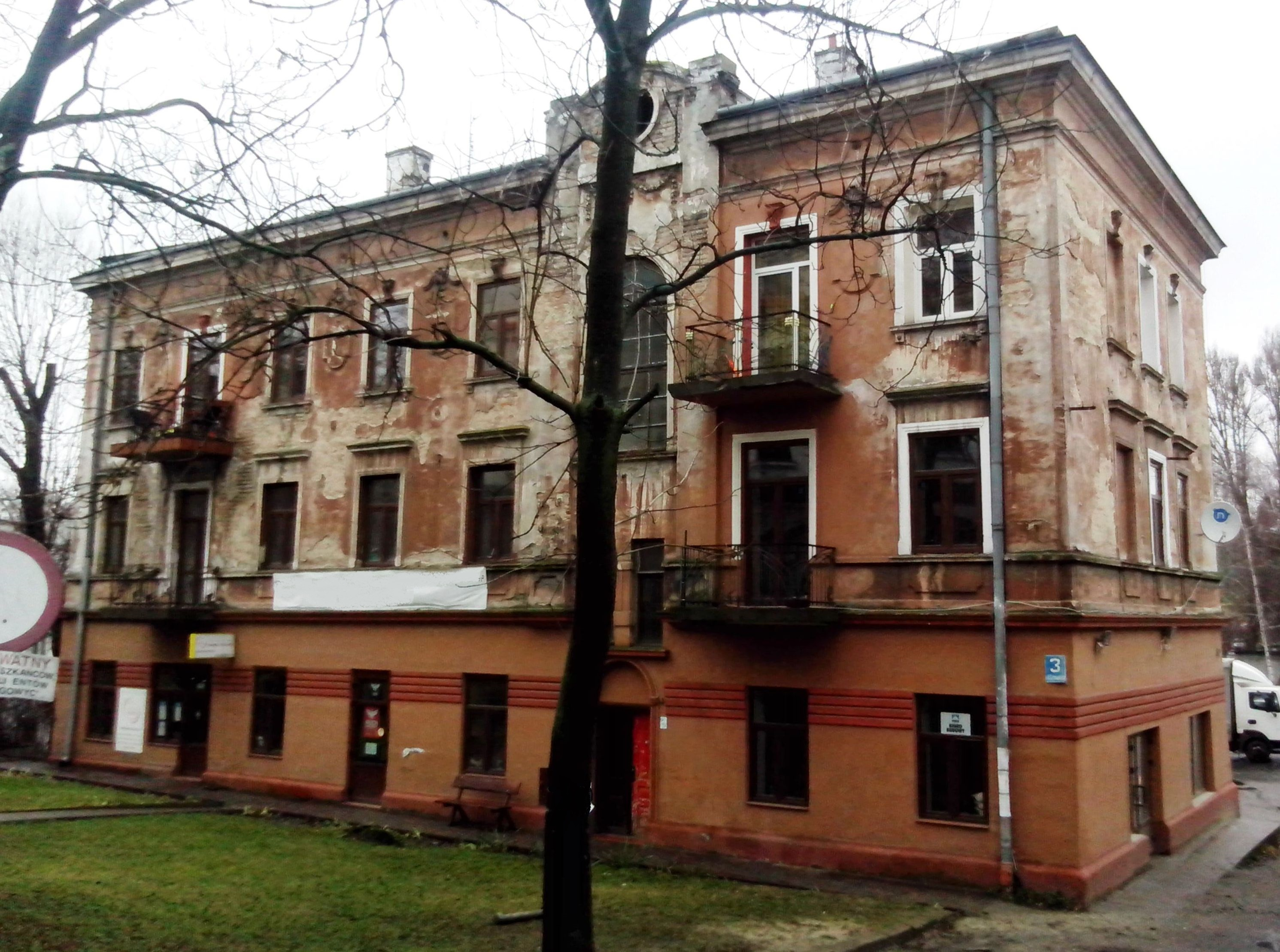
Будинок по вулиці Шевській, 3. Родина Житомирських жила тут до 1941 року

Геньо Житомирський народився 25 березня 1933 року в Любліні. Був єдиною дитиною в сім'ї. З вересня 1937 року почав відвідувати дитсадок. Липневі канікули 1938 року провів у селі Руди під Пулавами. Двоюрідна сестра пише про нього як про жваву й енергійну дитину. Збереглися фотографії практично з кожного року життя Геня (до віку шести років). Його останню фотографію було зроблено 5 липня 1939 року на сходах одного з люблінських банків. На ній Геньо, одягнений в білу футболку-поло, картаті шорти і смугасті шкарпетки, несміливо усміхається в камеру.
Влітку 1939 року хлопчик вчився їздити на своєму новому велосипеді та готувався у вересні піти до школи. Батько вважав, що Геньо мав вивчити іврит, аби згодом виїхати до Палестини. Однак розпочалась Друга світова війна.
Після початку війни батько Геня Шмуель на деякий час поїхав до Львова, намагаючись дістати для родини дозвіл на виїзд з країни. Ця спроба закінчилась невдачею і він повернувся назад. 24 березня 1941 року Житомирські отримали наказ покинути своє помешкання по Шевській, 3 і переселитися до Люблінського гетто. Тут вони оселилися на Ковальській, 11. Шмуель став працівником юденрату і керівником поштового відділення гетто. Тітки Геня, Рахеля та Естер, працювали в гетто, а його мати — вдома. Дід Фроїм продовжував керувати магазином, допоки 10 листопада 1941 року не помер від тифу. Перед смертю Фроїм заповів поховати його якнайближче до воріт кладовища, аби «першим побачити визволення Любліна». Однак в 1943 році під час ліквідації цвинтаря могилу та надгробок Фроїма Житомирського було знищено.
Приблизно 16 квітня 1942 року всіх жінок із родини в рамках операції Рейнгард вивезли до Белжецького табору смерті, де, вони, імовірно, були незабаром страчені. Геньо з батьком були переведені до гетто в Майдані Татарському (на той час — передмістя Любліна).
Останній лист Шмуеля Житомирського, де є згадка про Геня, був проштампований в женевському відділенні Червоного Хреста 8 січня 1943 року (дата написання листа невідома; очевидно, його було написано значно раніше):
| Любий Леоне! Вітання отримав. Дуже зворушений. Батько помер 10 листопада 1941 року. Я з Генюсем разом. Привіт Хані та всій моїй родині. Самуель Оригінальний текст (пол.) Kochany Leonie! Pozdrowienia otrzymałem. Niezmiernie wzruszony. Ojciec zmarł 10 listopada 1941 r. Ja z Heniusiem jesteśmy razem. Pozdrów Chanę i całą moją rodzinę. Samuel[11] |
Після ліквідації гетто на Майдані Татарському 9 листопада 1942 року його в'язнів переправлено до Майданеку. Найімовірніше, в цей же день Геньо був страчений в газовій камері разом з іншими дітьми, а також старими як непридатний до праці.
Його батько був відправлений до табору на Веняві (зараз — один із районів Любліна) будувати стадіон на місці зруйнованого єврейського цвинтаря. В останньому листі до родичів, відправленому 19 березня 1943 року, Шмуель Житомирський писав лише про себе — інші члени сім'ї на той момент були вже мертві. Деталі смерті Шмуеля невідомі, однак війну він теж не пережив. Найімовірніше, був розстріляний під час операції Ернтефест.

## Вшанування пам'яті
Реконструкція життя та обставин смерті Геня дали змогу Осередку Брама Ґродська — Театр NN із Любліна розробити низку проектів, пов'язаних зі збереженням пам'яті про нього.
Проект «Listy do Henia» (укр. «Листи до Геня») став продовженням та наступним етапом розвитку попередньої акції «Брами» — Listy do getta (укр. «Листи до гетта»). Листи відсилалися починаючи з 2001 року на випадково відібрані адреси будинків, які існували в люблінському гетто і були в 1942 році зруйновані нацистами. Але всі вони згодом повертаються відправникам із поштовими позначками «Такої адреси не існує» або «Адресата не знайдено». У 2002 році серед адресатів цих листів вперше з'явився Геньо Житомирський. Згодом цей проект сконцентрувався на Геньові — «неможливо запам'ятати обличчя 40 тисяч люблінських жертв Голокосту. Запам'ятаймо хоча б одне».
Починаючи від 2005 року, 19 квітня на сходах банку Pekao на Краківському передмісті, 64 (раніше — приміщення Банку господарства крайового) встановлюється репродукція фотографії хлопчика. Він «стоїть» на тому ж місці, де був сфотографований у 1939 році, за два місяці до початку війни. Тут же знаходиться спеціальна поштова скринька, куди всі охочі (зокрема, люблінські школярі та випадкові перехожі) кидають листи, адресовані Геньові. У випадку шкіл перед написанням листів для учнів проводяться майстер-класи, метою яких є знайомство учасників майстер-класів із Голокостом крізь призму долі конкретної дитини.
Дата 19 квітня для цієї події була вибрана, оскільки саме в цей день в Польщі відзначається День пам'яті жертв Голокосту та запобігання злочинам проти людства.

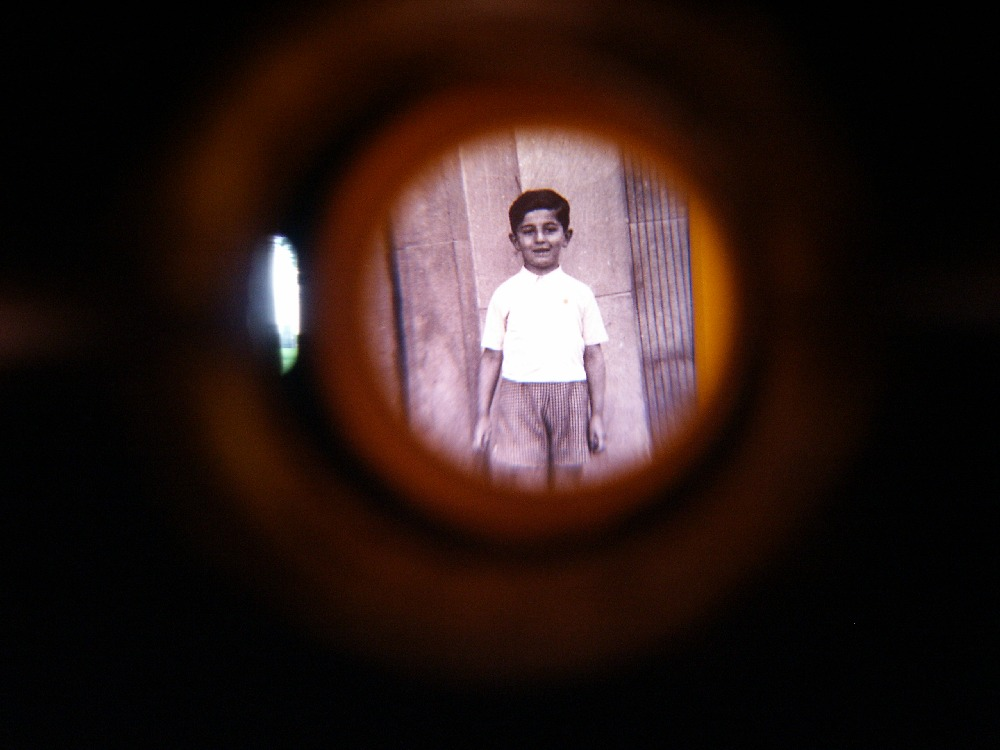
Слайд із фотографією Геня на експозиції «Elementarz»

«Elementarz — Dzieci w obozie na Majdanku». Від 2002 року в музеї на Майданку реалізується програма ЄС «Нацистські концтабори в історичній пам'яті». Його частиною стала влаштована працівниками Брами Ґродської у 2003 році виставка «Elementarz — Dzieci w obozie na Majdanku» (укр. «Буквар — діти в таборі на Майданку»). Вона знаходиться в бараці № 53 концтабору та присвячена чотирьом дітям, які тут перебували: євреям Генрику Житомирському та Галіні Ґринштейн, полячці Яніні Бучек і білорусу Пйотру Кіріщенку. Простір бараку символічно поділений на дві частини — «світ школи й букваря» та «світ табору». Експозиція показує долі дітей в концтаборах, які були насильно вирвані з простого й наївного світу букваря і вкинуті до світу табору. Станом на початок 2015 року виставка недоступна для відвідувачів.
Пізніше було створено два онлайн-фотоальбоми — один присвячений виключно хлопчикові, інший — його родині. В них небагато фотографій, разом з тим, вони мають значну історичну цінність і дають інформацію про життя люблінських євреїв перед війною. Ці альбоми показують тісні приязні стосунки всередині родини Житомирських і відносини між різними поколіннями родичів (прогулянку дідуся Фроїма з онуком, прощання з від'їжджаючим до Палестини Леоном, сімейні свята тощо). Цим фотоальбомам акомпанує паперовий буклет «Henio. Historia jednego życia» (укр. «Геньо. Історія одного життя»). На думку Еви Станьчик, ця книга наводить на аналогії з Меморбухами (книгами пам'яті мучеників у ашкеназі), однак, на відміну від них, написана неєвреями.
18 серпня 2009 року у Геньо з'явився профіль на Facebook. Його модерував співробітник Брами Ґродської Пйотр Брожек (пол. Piotr Brożek), публікуючи від імені хлопчика фотографії та пости польською мовою. Згодом, коли до його друзів стали долучатися іноземці, вони перекладали ці публікації своїми мовами. В Осередку було зібрано доволі багато інформації про Геня (в тому числі фото та листи, які родина Житомирських надсилала родичам), і це дало змогу припустити, про що міг би писати хлопець. «Геньо» публікував доволі прості тексти про своє щоденне життя, до прикладу, такі:
| Мені сім років. У мене є мама й тато. Маю своє улюблене місце. Не в кожного є мама і тато, але в кожного є улюблене місце. Сьогодні я вирішив, що ніколи не виїду з Любліна. Залишусь тут назавжди. В моєму улюбленому місці. З мамою й татом. В Любліні. Оригінальний текст (пол.) Mam siedem lat. Mam mamę i tatę. Mam swoje ulubione miejsce. Nie każdy ma mamę i tatę, ale każdy ma swoje ulubione miejsce. Dziś postanowiłem, że nigdy ne wyjadę z Lublina. Zostanę tu na zawsze. W moim ulubionym miejscu. Z mamą i tatą. W Lublinie. |
Цей проект викликав дискусії щодо етичності ведення сторінки від імені страченої дитини. Зокрема, проти такої форми вшанування жертви Голокосту виступав люблінський історик Адам Копцьовський. Разом з тим, двоюрідна сестра Геня Нетта Авідар в нотатці на його профілі зазначила:

| Ми намагаємось реконструювати його життя в гетто зі свідчень тих, хто вижив, із документів, зі знання історії Любліна під час нацистської окупації. З усіх цих даних ми намагаємося припустити, якими могли б бути його записи. Геньо також є збірною постаттю, символічною фігурою, образом. На прикладі його особи представлене знищення давньої єврейської спільноти Любліна. Оригінальний текст (англ.) We try to reconstruct his life in the ghetto from survivors' testimonies, from documents, from knowing the history of Lublin during the Nazi occupation. From all of these we try to guess what might have been his testimony. Henio is also a representing figure, a symbolic figure, an icon. His figure represents the destruction of the ancient Jewish community of Lublin. |
Профіль Геня також є прикладом того, як соціальні мережі можна вдало використовувати з освітньою метою. Він зібрав максимально можливу для профілю приватної особи кількість друзів. Однак через порушення правил Facebook (ведення профілю від чужого імені) в липні 2010 року сторінку Геня Житомирського було видалено.
Комікс про Геня. У 2012 році, через 70 років після ліквідації Люблінського гетто, історія Геня була втілена у вигляді чорно-білого коміксу «Spacer» (укр. «Прогулянка»). Такий формат був обраний, зокрема, аби досягти цільової аудиторії — дітей. За сюжетом, Геньо гуляє з батьком по місту. Шмуель хоче зайти до кравця і забрати шкільну форму для хлопчика, а Геньо прагне піти на морозиво. Зустрічаючи різних знайомих, вони бесідують про майбутній від'їзд до Палестини. В цій історії немає жодного натяку на майбутню трагедію. Аж в самому кінці книжечки розміщене останнє фото хлопчика і написано наступне:

| Місце, яке можна побачити на фото на попередній сторінці, знаходиться в самому центрі Любліна. Не відрізняється чимось особливим і не привертає до себе жодної уваги. У липні 1939 року саме тут на мить став маленький єврейський хлопчик, Геньо Житомирський. Батько сфотографував його. Фото збереглось. Геньо загинув під час окупації. Оригінальний текст (пол.) Miejsce, które widać na fotografii na poprzedniej stronie znajduje się w samym centrum Lublina. Nie wyróżnia się niczym szczególnym i nie zwraca na siebie żadnej uwagi. W lipcu 1939 roku właśnie tu na chwilę stanął mały żydowski chłopczyk, Henio Żytomirski. Ojciec zrobił mu zdjęcie. Zdjęcie ocalało. Henio zginął podczas okupacji[29] |